# Héctor Sánchez
Héctor Sánchez Cabrera (Fuerteventura, 31 marzo 1985) è un ex calciatore spagnolo, di ruolo difensore.

## Carriera
Ha giocato complessivamente 11 partite nella prima divisione spagnola e 68 partite nella seconda divisione spagnola, oltre a 2 partite nei turni preliminari di Champions League e 30 partite nella prima divisione ungherese.

## Palmarès

### Club

#### Competizioni nazionali
- Supercoppa d'Ungheria: 1

Videoton: 2011
- Coppa di Lega ungherese: 1

Videoton: 2011-2012